# 孔蘇湖
59°13′N 27°34′E / 59.217°N 27.567°E

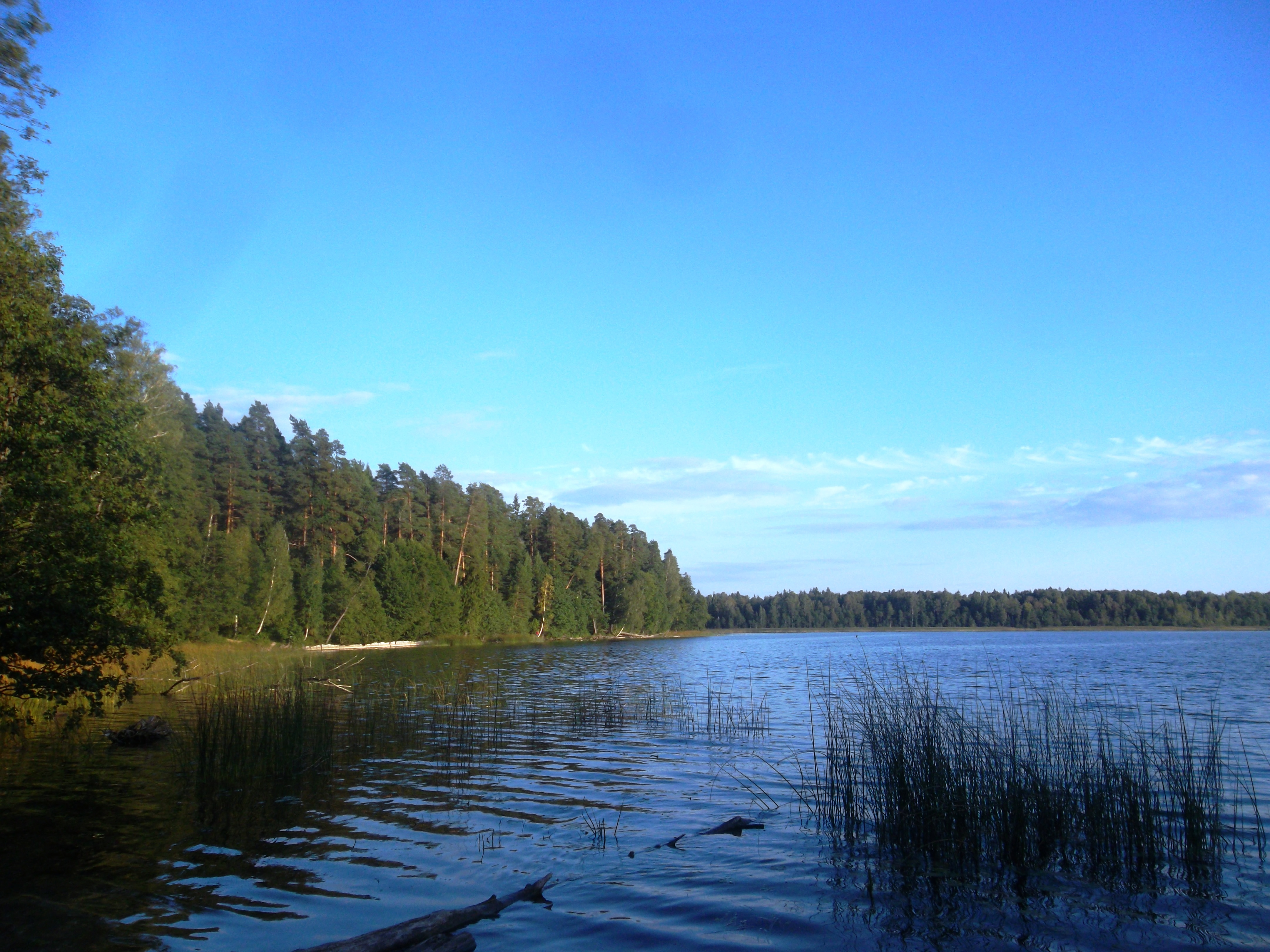

孔蘇湖，是愛沙尼亞的湖泊，位於該國東北部，由東維魯縣負責管轄，長2.1公里、寬0.8公里，面積1.4平方公里，海拔高度41米，平均水深6米，最大水深10米。